# عبد اللطيف ناصر
عبد اللطيف ناصر مواطن مغربي معتقل إداريًا خارج نطاق القانون في معتقل غوانتانامو الأمريكي في كوبا. والرقم المسلسل له هو 244. ولد عبد اللطيف في 4 مارس 1965 في الدار البيضاء بالمغرب.
حاول عبد اللطيف ناصر وسفيان برهومي تقديم طلب طارئ للانتقال من معتقل غوانتانامو في الأيام الأخيرة من رئاسة باراك أوباما.
أطلق سراحه في 19 يوليو 2021 في إطار جهود إدارة بايدن لإغلاق معتقل غوانتانامو.